# Borgo Angelico
Borgo Angelico è una strada che collega via di Porta Angelica e piazza Americo Capponi, a Roma, nel rione Borgo.

## Storia
La via fu istituita da papa Pio IV, da cui prende nome (il nome di battesimo del pontefice era Angelo Medici). Ad aprire gli arconi che collegano borgo Sant'Angelo con i borghi Pio, Vittorio ed Angelico furono i turchi prigionieri a Lepanto, su ordine di papa Pio V.
Un tempo occupato in gran parte da giardini (tra cui, ad esempio, quelli delle suore della carità di Anagni, dei Baccelli e dei Fabiani), attualmente il borgo è ridotto rispetto all'originario, a causa delle demolizioni del 1938.
Nel 1898 Francesco Buffa costruì una fontana, posta all'angolo fra borgo Angelico e via di Porta Angelica, presso il muro della chiesa di Santa Maria delle Grazie; in occasione della demolizione di quest'ultima, la fontana venne spostata in piazza delle Vaschette.